# Bandicota savilei
Bandicota savilei е вид гризач от семейство Мишкови (Muridae). Видът не е застрашен от изчезване.

## Разпространение
Разпространен е във Виетнам, Камбоджа, Мианмар и Тайланд.

## Описание
Теглото им е около 260,6 g.
Популацията на вида е стабилна.